# 霍奇金淋巴瘤
霍奇金氏淋巴瘤（英語：Hodgkin lymphoma (HL)）又称霍奇金氏病、何杰金氏病，或何杰金氏淋巴瘤，1832年由托马斯·霍奇金最先描述，為淋巴瘤的一型，是一种淋巴细胞的癌变，症狀包含發燒、夜間盜汗，以及體重減輕，常見頸部、上臂，以及鼠蹊部淋巴結無痛腫大，患者同時也可能會感到疲憊或搔癢。
約半數的何杰金氏淋巴瘤是因EB病毒引起，其他危險因子包含家族有相關病史，或是個人曾受HIV感染。何杰金氏淋巴瘤主要分為典型（classical Hodgkin lymphoma）及結節樣淋巴細胞為主型兩種，可以藉由尋找淋巴結中的何杰金氏淋巴細胞協助診斷，例如RS細胞。
何杰金氏淋巴瘤可以藉由化學療法、放射線療法，以及骨髓移植治療，治療的選擇一般藉由疾病的進展程度，以及其特性進行判斷。在疾病初期，治癒率通常較高，在美國，此疾病的五年存活率約為86%，20歲以下的患者存活率更高達97%。但放療及化療藥物可能增加日後罹患其他癌症、心血管疾病，以及肺部疾病的風險。
2015年，全球約有57.4萬人罹患何杰金氏淋巴瘤，其中約2.39萬人死於此病，在美國，0.2%的人在一生中的某一時間點有罹患過此一疾病此疾病最常於20至40歲之間診斷出來。何杰金氏淋巴瘤命名自英國醫師湯瑪士·何杰金，他於1832年首次描述了此一疾病。

## 成因
霍奇金淋巴瘤病因至今不明，约50%患者的RS细胞中可检出EB病毒的基因组片段，但兩者是否有相關和詳細機制學界還有爭議。已知具有免疫缺陷和自體免疫性疾病的患者霍奇金淋巴瘤发病機率較高。

## 疗法
不论病人在疾病的哪一阶段被发现并得到治疗，5年生存率都在85%以上。早期治疗（第一期或第二期）效果可能更好。年轻病人往往能在治疗后生存40年甚至更久。放疗、化疗会使患者在治疗40年后增加患心脏病、二次癌症和肺病的风险。
目前有三种流行的疗法：
ABVD化疗法：1970年代诞生于意大利，是目前在美国医疗界最流行的疗法。典型的疗程长度是6-8个月，但也可能更长。命名的四个字母来自于疗法的四个用药阿黴素、博來黴素、敏畢瘤凍晶、達卡巴仁。
斯坦福五疗法：1988年诞生。它的化疗疗程通常是ABVD的一半，但是用药剂量更大。通常放疗也是疗程的一部分。意大利研究人员发现，该疗法效果不及ABVD。
BEACOPP化疗法：由德国霍普金斯研究组发明，流行于欧洲。这种疗法主要针对第2期以后的患者。用药包括：阿黴素、博來黴素、长春花新碱、癌德星/丙卡巴肼、依托泊甙、强的松。研究表明，此疗法对非早期患者的治愈率比ABVD针对同类患者的治愈率高10%-15%。美国医生之所以还没有普及此种疗法，是因为他们担心此疗法诱发白血病的几率高于ABVD。

## 在淋巴瘤分类中的地位
长期以来，淋巴癌被分为霍奇金氏淋巴瘤和非霍奇金氏淋巴瘤两类。但是2008年后，世界卫生组织几乎放弃了这种分类法，而是将80多类淋巴癌分为4个大类。

## 患此病的名人
- 唐·库汗， 是美国目前年龄最大的奥运铜牌得主（42）， 2次战胜此病。 后来在72岁时还拿到美国帆船锦标赛冠军。
- 李察·哈里斯， 愛爾蘭演員，歌手，戲劇製作人，電影導演和作家。在《哈利·波特》系列的前兩部電影中演出他最後的角色阿不思·鄧不利多。
- 菲利普·桑德斯，NBA球隊明尼蘇達灰狼隊總教練，於2015年8月被診斷出患病，同年10月NBA球季開始前病逝。
- 保罗·艾伦，微软的共同创始人之一， 1983年确诊此病。2009年11月又被查出患非霍奇金氏淋巴瘤，2018年病逝。
- 李开复，曾任微軟與Google的高階主管及创新工场创始人。2013年9月在微博上称自己身患癌症[16]，后证实为淋巴癌。
- 戴爾·卡內基, 知名演講家, 曾著"溝通與人際關係"。1955年1月因此病去世。[17]

## 信息来源
1. ↑   (PDF). 中華民國衛生福利部. 2014-11-06  [2014-12-07]. （原始内容 (PDF)存档于2014-12-10）.
2. ↑  Bower, Mark; Waxman, Jonathan.  2. John Wiley & Sons. 2011: 195. ISBN 978-1118293003. （原始内容存档于2017-09-10） （英语）.
3. 1 2 3 4 5  . NCI. August 3, 2016  [12 August 2016]. （原始内容存档于28 July 2016）.
4. 1 2  . World Health Organization. 2014: Chapter 2.4. ISBN 928320429-8.
5. 1 2 3 4  . NCI. April 2016  [13 August 2016]. （原始内容存档于17 October 2012）.
6. 1 2  . NCI. August 3, 2016  [13 August 2016]. （原始内容存档于28 July 2016）.
7. 1 2 3  Armitage, JO. . N. Engl. J. Med. August 2010, 363 (7): 653–62. PMID 20818856. doi:10.1056/NEJMra1003733. （原始内容存档于2011-09-30）.
8. ↑  Ward, E; DeSantis, C; Robbins, A; Kohler, B; Jemal, A. . CA: A Cancer Journal for Clinicians. 2014, 64 (2): 83–103. PMID 24488779. doi:10.3322/caac.21219. （原始内容存档于2016-03-20）.
9. ↑  GBD 2015 Disease and Injury Incidence and Prevalence, Collaborators. . Lancet. 8 October 2016, 388 (10053): 1545–1602. PMC 5055577 . PMID 27733282. doi:10.1016/S0140-6736(16)31678-6.
10. ↑  GBD 2015 Mortality and Causes of Death, Collaborators. . Lancet. 8 October 2016, 388 (10053): 1459–1544. PMC 5388903 . PMID 27733281. doi:10.1016/s0140-6736(16)31012-1.
11. ↑  Hodgkin T. . Med Chir Trans. 1832, 17: 69–97.
12. ↑  Hellman S (2007). "Brief Consideration of Thomas Hodgkin and His Times". In Hoppe RT, Mauch PT, Armitage JO, Diehl V, Weiss LM. Hodgkin Lymphoma (2nd ed.). Philadelphia: Wolters Kluwer Health/Lippincott Williams & Wilkins. pp. 3–6. ISBN 0-7817-6422-X.
13. ↑  Hodgkin T (1832). "On some morbid experiences of the absorbent glands and spleen". Med Chir Trans 17: 69–97.
14. ↑  James O. Armitage (August 2010). "Early-stage Hodgkin's Lymphoma". N. Engl. J. Med. 363 (7): 653. doi:10.1056/NEJMra1003733. PMID 20818856.
15. ↑  Steven H Swerdlow 等人编辑 (2008)： WHO Classification of Tumours of Haematopoietic and Lymphoid Tissues. 牛津大学出版社. ISBN 978-92-8322431-0.
16. ↑  . 2013-09-06  [2013-09-06]. （原始内容存档于2020-06-22）.
17. ↑  Harper, Kimberly. "Dale Carnegie". Historic Missourians. The State Historical Society of Missouri. Retrieved August 19, 2019.

## 延伸閱讀
- Charlotte DeCroes Jacobs. Henry Kaplan and the Story of Hodgkin's Disease (Stanford University Press; 2010) 456 pages; combines a biography of the American radiation oncologist (1918–84) with a history of the lymphatic cancer whose treatment he helped to transform.

## 外部連結
- 中的“霍奇金淋巴瘤”
- Hodgkin Disease （页面存档备份，存于） at American Cancer Society
- Hodgkin's Lymphoma at the American National Cancer Institute
- Clinically reviewed Hodgkin's lymphoma information （页面存档备份，存于） for patients, from Cancer Research UK